# Zemljopis Armenije
Armenija je kontinentalna država u regiji Kavkaza, na granici između Europe i Azije. Smještena je na sjeveroistoku Armenske visoravni između Crnog mora i Kaspijskog jezera, dok je sa sjevera i istoka okružena planinskim lancima Malog Kavkaza. Graniči s Gruzijom na sjeveru, Azerbajdžanom na istoku i jugu, Iranom na jugoistoku i Turskom na zapadu i jugu. Ukupna dužina državne granice je 1.254 km.

## Položaj
Armenija obuhvaća područje Kavkaske regije između 38° i 42° sjeverne zemljopisne širine i između 43° i 47° istočne zemljopisne dužine. Od sjeverozapada ka jugoistoku proteže se dužinom od oko 350 km, dok je najveća širina u pravcu od zapada ka istoku 200 km. Državni teritorij je smješten u međurečju dvije velike kavkaske rijeke Arasa na jugu i Kure na sjeveru. Od Kaspijskog jezera udaljena je svega 75 km, dok je Crno more 145 km zapadnije, 960 km južnije je Perzijski zaljev.

## Reljef
Preko 90% armenske površine, od ukupno 29.800 km², se nalazi iznad 1.000 m nadmorske visine, od toga je oko polovica iznad 2.000 m, dok je svega 3% niže od 650 m nadmorske visine. Najniži dijelovi su u dolinama rijeka Aras na jugu i Debed na sjeveroistoku i njihova nadmorska visina je 380 m, odnosno 430 metara. Najviši vrh u zemlji je planina Aragac čija je nadmorska visina 4.095 m. Ravničarska područja u Armeniji obuhvaćaju ukupnu površinu od 4.720 km² ili 15,5% površine zemlje. Najveća i najvažnija od njih je Araratska ravnica koja s 3.300 km² površine čini 70% svih ravničarskih područja države. Značajnija nizinska područja su i Širakska ravnica (površine 600 km²), Lorijska kotlina (325 km²) i Masrikska ravnica (oko 300 km²).

## Klima
Klimatska slika Armenije je jako raznovrsna. Zahvaljujući svom zamljopisnom položaju između dvije velike akvatorije, visokim planinama koje je okružuju i nadmorskoj visini može se izdvojiti 6 klimatskih varijacija na tlu države.
Temperatura zraka uglavnom ovisi od nadmorske visine. Visoke planine sprječavaju prodor maritimnih uticaja s Crnog mora što dovodi do velikih temperaturnih kolebanja na godišnjem nivou (temperatura opada s nadmorskom visinom). Prosječne zimske temperature zraka na Armenskoj visoravni su oko 0°C, a ljetnje oko 25°C. Prosječna količina padalina je od oko 200 mm u nizinskim do preko 800 mm u planinskim područjima (na godišnjem nivou).

## Hidrologija
Sve armenske rijeke pripadaju slivu Kaspijskog jezera u koje se odvodnjavaju preko Arasa i Kure. Aras je najveća i najvažnija rijeka, i njezinom slivu pripada 76 % ukupne površine i ujedno predstavlja prirodnu granicu prema Iranu i većem dijelu Turske. Sjeveroistočni dijelovi se odvodnjavaju prema rijeci Kuri. Jezero Sevan koje je široko preko 70 km i dugačko 376 km predstavlja najveći slatkovodni rezervar ne samo u Armeniji nego na cijelom Kavkazu. Nalazi se u kotlini na nadmorskoj visini od 2.070 m. Pored Sevana, postoji još oko 300-tinjak manjih jezera širom zemlje, ukupne zapremine oko 300 milijuna m³ vode.